# Біверит
Біверит (рос. биверит; англ. beaverite; нім. Beaverit m) — мінерал, основний сульфат свинцю, міді, тривалентного заліза й алюмінію острівної будови.

## Загальний опис
Хімічна формула: Pb(Cu, Fe, Al)3[(OH)6|(SO4)2]. Містить (%): PbO — 33,71; CuO — 12,02; Fe2О3 — 18,08; Al2О3 — 3,85; SO3 — 24,18; Н2О — 8,16. Сингонія тригональна. Утворює землисті й пухкі маси. Характерні шестикутні мікроскопічні таблитчасті утворення. Густина 4,36. Колір бурий або жовтий. Зустрічається як вторинний мінерал в окиснених свинцево-мідних рудах.